# Scream: The TV Series Music Soundtrack
Scream: The TV Series Music Soundtrack es el soundtrack de la primera temporada de Scream.
MTV ha producido dos álbumes de las bandas sonoras oficiales de la serie.
La banda sonora de la primera temporada, producida en agosto del 2015 por Columbia Records. 
| Scream: BSO primera temporada | Scream: BSO primera temporada | Scream: BSO primera temporada | Scream: BSO primera temporada |
| No.                           | Título                        | Artista                       | Duración                      |
| ----------------------------- | ----------------------------- | ----------------------------- | ----------------------------- |
| 1.                            | "Mine"                        | Phoebe Ryan                   | 3:46                          |
| 2.                            | "When I Rule the World"       | Liz                           | 3:07                          |
| 3.                            | "You're the Best"             | Wet                           | 2:57                          |
| 4.                            | "Monsters"                    | Ruelle                        | 3:12                          |
| 5.                            | "All the Things Lost"         | MS MR                         | 3:14                          |
| 6.                            | "Set This Heart on Fire"      | machineheart                  | 3:28                          |
| 7.                            | "Rescue My Heart"             | Liz Longley                   | 3:18                          |
| 8.                            | "Star Spangled"               | REMMI                         | 3:01                          |
| 9.                            | "Spectacular Rival"           | George Ezra                   | 4:15                          |
| 10.                           | "There's a Ghost"             | Fleurie                       | 3:11                          |
| Duración total:               | Duración total:               | Duración total:               | 33:29                         |

La banda sonora de la segunda temporada, producida en julio de 2016 por Island Records.
| Scream: BSO segunda temporada | Scream: BSO segunda temporada                     | Scream: BSO segunda temporada | Scream: BSO segunda temporada |
| No.                           | Título                                            | Artista                       | Duración                      |
| ----------------------------- | ------------------------------------------------- | ----------------------------- | ----------------------------- |
| 1.                            | "River"                                           | Bishop Briggs                 | 3:34                          |
| 2.                            | "I Took a Pill in Ibiza (Seeb Remix)"             | Mike Posner                   | 3:15                          |
| 3.                            | "Money"                                           | That Poppy                    | 3:10                          |
| 4.                            | "One in a Million (Kant Remix)"                   | Midnight To Monaco            | 5:50                          |
| 5.                            | "Hurts So Good"                                   | Astrid S                      | 3:28                          |
| 6.                            | "Breathe (featuring Neev)"                        | Seeb                          | 3:58                          |
| 7.                            | "Make Them Wheels Roll"                           | SAFIA                         | 4:05                          |
| 8.                            | "In the Arms of a Stranger (Brian Kierulf Remix)" | Mike Posner                   | 3:26                          |
| 9.                            | "Figure You Out"                                  | Keke Palmer                   | 3:25                          |
| Duración total:               | Duración total:                                   | Duración total:               | 34:11                         |

La banda sonora de la tercera temporada.
| Scream: BSO tercera temporada | Scream: BSO tercera temporada | Scream: BSO tercera temporada | Scream: BSO tercera temporada |
| No.                           | Título                        | Artista                       | Duración                      |
| ----------------------------- | ----------------------------- | ----------------------------- | ----------------------------- |
| 1.                            |                               |                               |                               |
| 2.                            |                               |                               |                               |
| 3.                            |                               |                               |                               |
| 4.                            |                               |                               |                               |
| 5.                            |                               |                               |                               |
| 6.                            |                               |                               |                               |
| 7.                            |                               |                               |                               |
| 8.                            |                               |                               |                               |
| 9.                            |                               |                               |                               |
| 10.                           |                               |                               |                               |
| Duración total:               |                               |                               |                               |

- Datos: Q27864204